# محمد علي حمادة
محمد علي ملحم حمادة (1907 - 8 مايو 1987) سياسي ودبلوماسي وصحفي لبناني.  ولد في بعقلين وتخرج محامياً في جامعة باريس. اهتم بالسياسة مبكراً وشارك في كثير من الحركات الوطنية، فدخل الجمعية العربية السوري في باريس 1928 وتولى رئاستها سنتين. وعاد إلى لبنان فانضم إلى حزب الاستقلال الجمهوري وأسهم بتأسيس حزب النداء القومي، واعتقل. وبعد استقلال لبنان عين في الخارجية والسلك الدبلوماسي. وبعدما ترك الوظيفة اختير رئيساً لمجلس الإدارة بدار النهار وأسس مجلة القضايا المعاصرة في 1969. 

## سيرته
ولد محمد-علي بن ملحم بن مصطفى بن علي حمادة سنة 1907 في بعقلين وتخرج محامياً في جامعة باريس، واشتغل في السياسة، واشترك في كثير من الحركات الوطنية فدخل الجمعية العربية السورية في باريس 1928 التي أسسها عبد الرحمن الشهبندر ثم تولى أمانة سرّها، ثم رئاستها لمدة سنتين، وفي سنة 1933 عاد إلى لبنان وانضم إلى حزب الاستقلال الجمهوري الذي أسسه عزير الهاشم، ثم أسهم في تأسيس حزب النداء القومي سنة 1940، وفي 1943 اعتقل في عهد الرئيس أيوب ثابت.

وفي العهد الاستقلالي عيّن سنة 1944 في وزارة الخارجية قنصلاً عاماً في باريس ومرسيليا، ثم رئيساً لدائرة الشؤون العربية في وزارة الخارجية، فرئيساً للدائرة السياسية سنة 1946، ثم أميناً عاماً بالوكالة لوزارة الخارجية سنة‌ 1949، ثم قائماً بالأعمال في سفارة لبنان في أثينا 1950، ثم وزير لبنان المفوض ثم سفيراً في اليونان ويوغوسلافيا 1954، ثم سفير لبنان في تركيا سنة 1955، ثم معاوناً للأمين العام في وزارة الخارجية سنة 1957، ثم أميناً عاماً لوزارة الخارجية بالوكالة سنة 1958، ثم سفير لبنان في النمسا 1959، ثم سفير لبنان لدی مجموعة الدول الأفريقية الغربية والوسطى ومقيماً في دكار عاصمة السنغال من 19614 حتى 1966 حين أحيل إلى التقاعد. 

وكان يميل إلى الصحافة فأسس سنة 1969 مجلة القضايا المعاصرة وكتب كثيراً في الصحف والمجلات، وألقى كثيراً من الخطب والمحاضرات. 

عندما ترك الوظيفة انتخب رئيساً لمجلس إدارة دار النهار للطباعة والنشر في بيروت ومديراً عاماً لها وبقي في هذا العمل حتى وفاته.

## وفاته
توفي محمد علي حمادة في يوم الجمعة 8 أيار 1987 في بيروت ونقل جثمانه إلى مسقط رأسة بعقلين في مأتم مهيب حافل. 

## حياته الشخصية
تأهل من فاتنة إبراهيم الصولي التي توفيت في 27 آذار/ مارس 2008،  اولادهم: علي، مروان  وناديا.